# Carl Appel
Carl Appel  (Berlin, 1857. május 17. – Boroszló, Szilézia, ma Wrocław, Lengyelország, 1934. február 13.) német romanista, nyelvész és egyetemi tanár.

## Élete
Adolf Toblernél doktorált a berlini Frigyes-Vilmos-Egyetemen 1882-ben. 1886-tól a Königsbergi Egyetem tanára lett. 1892-ben nevezték ki a Breslaui Egyetem professzorává. Az 1907-1908-as tanévben az egyetem rektorává választották. 1926-ban a Göttingeni Tudományos Akadémia levelező tagjai közé választotta. Appel adta ki a provencei minnesangerek munkáit, valamint befejezte Emil Levy Provenzalischem Supplementwörterbuch című szótára nyolcadik kötetét. 

## Munkái
- Die Berliner Handschriften der „Rime“ Petrarcas, Berlin 1886
- Provenzalische Inedita aus Pariser Handschriften, Leipzig 1890; 1892
- Zur Entwicklung italienischer Dichtungen Petrarcas, Halle a.S. 1891
- Provenzalische Chrestomathie, Halle a.S. 1895
- Die Triumphe Francesco Petrarcas, Halle a.S. 1901
- Gui von Cambrai: Balaham und Josaphas, Halle a.S. 1907
- Der Trobador Cadenet, Halle a.S. 1920
- Bernart von Ventadorn. Seine Lieder, Halle a.S. 1915
- Provenzalische Lautlehre, Leipzig 1918
- Raïmbaut von Orange, Berlin 1928
- Bertran von Born, Halle a.S. 1931
- Die Lieder Bertrans von Born, Halle a.S. 1932
- Die Singweisen Bernarts von Ventadorn, Halle a. S. 1934

## Fordítás
- Ez a szócikk részben vagy egészben  a   Carl Appel (Romanist) című német Wikipédia-szócikk ezen változatának fordításán alapul.  Az eredeti cikk szerkesztőit annak laptörténete sorolja fel. Ez a jelzés csupán a megfogalmazás eredetét és a szerzői jogokat jelzi, nem szolgál a cikkben szereplő információk forrásmegjelöléseként.